# برنارد بلو
برنارد بلو (انگلیسی: Bernard Belleau; ۱۵ مارس ۱۹۲۵ – ۴ سپتامبر ۱۹۸۹) یک داروشناس، زیست شیمیدان، و شیمی‌دان اهل کانادا بود. واکنش فوجیموتو–بلو در شیمی آلی به افتخار وی نامگذاری شده است.